# روبرت تايلور (لاعب كريكت)
روبرت تايلور (1 نوفمبر 1873 - ) (بالإنجليزية: Robert Taylor)‏ هو لاعب كريكت بريطاني. شارك مع منتخب إنجلترا للكريكت.

## وصلات خارجية
- روبرت تايلور على موقع إي آس بي آن كريك إنفو (الإنجليزية)